# Aniki Bóbó
Aniki Bóbó (1942) es una película portuguesa de Manoel de Oliveira. Fue su primer largometraje de ficción, con toques realistas, basado en el cuento Os Meninos Milionários (Los niños millonarios) del escritor João Rodrigues de Freitas (1908 -1976). La película se estrenó en Lisboa en el cine Edén el 18 de diciembre de 1942.

## Trama
Aniki Bóbó narra las aventuras y los amores de unos jóvenes de los barrios bajos de Oporto. En concreto, el amor de un tímido preadolescente por una muchacha de su colegio, enamoramiento que le hará transgredir los límites marcados por los adultos (al robar una muñeca de trapo, cuyo delito le atormentará).
Es la historia de un triángulo amoroso en cuyo vértice se encuentra Teresinha y en su base Carlitos y Eduardo.
Las viejas calles del barrio pobre donde viven, en la zona ribereña de la ciudad de Oporto, son el escenario de sus aventuras. Es ahí donde son felices y se sienten libres. Solo la rigidez autoritaria de su maestro en la escuela y el control del policía del barrio, que los vigila, deshace su anhelo.

## Reparto
- Horácio Silva (Carlitos)
- António Pereira (Pistarim)
- António Santos (Eduardinho)
- Fernanda Matos (Teresinha)
- Nascimento Fernandes (Tendero)
- Américo Botelho (Estrelas)
- Feliciano David (Pompeu)
- António Morais Soares (Pistarim)
- Manuel de Sousa (Filósofo)
- Rafael Mota (Rafael)
- Vital dos Santos (Profesor)[3]
- Manuel de Azevedo (Cantante de la calle)
- António Palma (Vecino)[4]
- Armando Pedro (Cajero)
- Pinto Rodrigues (Polícía)